# Fisz
Bartosz Waglewski (Fisz) sinh ngày 19 tháng 3 năm 1978 tại Warszawa, Ba Lan là một ca sĩ, nhạc sĩ và rapper người Ba Lan. Anh là con trai của nhạc sĩ Wojciech Waglewski và có một người anh lớn tên Emade (Piotr Waglewski). Anh từng theo học tại trường Europejska Akademia Sztuk (EAS).
Phong cách âm nhạc của Fisz rất độc đáo. Ở thời điểm bắt đầu sự nghiệp anh chọn biến mình thành một nghệ sĩ hip-hop, nhưng đã chuyển sang khám phá những thể loại mới ngay sau khi phát hành Tworzywo Sztuczne – Wielki Ciężki Słoń vào năm 2004. Fisz và nhà sản xuất – anh trai mình Emade đã tìm kiếm cảm hứng từ nhạc của người da đen, từ đó đưa thêm các chất liệu soul, funk và jazz vào các dự án âm nhạc của họ. Ca từ của anh thường dựa trên chơi chữ.
Năm 2008, anh lập nên một ban nhạc rock tên là Kim Nowak cùng với người anh trai Emade và Michał Sobolewski. Ban nhạc đã phát hành hai album phòng thu là Kim Nowak (2010) và Wilk (2012).
Trên thị trường quốc tế, anh đã có nhiều buổi hòa nhạc trên các sân khấu của Luân Đôn, Berlin, Bordeaux, Calvi, Dijon, Marseille, Vienna, Budapest, Praha, Paris và Saint Vallier.

## Danh sách đĩa nhạc

### Album solo
| Polepione dźwięki                                                                 | - Phát hành: 26 tháng 6 năm 2000 - Hãng đĩa: Asfalt Records - Định dạng: CD | 48 |                |
| Na wylot                                                                          | - Phát hành: 24 tháng 9 năm 2001 - Hãng đĩa: Asfalt Records - Định dạng: CD | 4  | - POL: 15,000+ |
| "—" denotes a recording that did not chart or was not released in that territory. |                                                                             |    |                |

### Album hợp tác
| Fru! (với Envee)                                                                                  | - Phát hành: 25 tháng 4 năm 2005 - Hãng đĩa: Asfalt Records - Định dạng: CD               | 4  | - POL: 5.000+  |                 |
| Piątek 13 (với Emade)                                                                             | - Phát hành: 13 tháng 10 năm 2006 - Hãng đĩa: Asfalt Records - Định dạng: CD              | 8  |                |                 |
| Męska muzyka (với Wojciech Waglewski và Emade)                                                    | - Phát hành: 1 tháng 2 năm 2008 - Hãng đĩa: Agora SA - Định dạng: CD, tải kĩ thuật số     | —  | - POL: 30.000+ | - POL: Bạch kim |
| Heavi Metal (với Emade)                                                                           | - Phát hành: 21 tháng 11 năm 2008 - Hãng đĩa: Asfalt Records - Định dạng: CD              | 18 | - POL: 6.000+  |                 |
| Zwierzę bez nogi (với Emade)                                                                      | - Phát hành: 21 tháng 11 năm 2011 - Hãng đĩa: Agora SA - Định dạng: CD, tải kĩ thuật số   | —  |                |                 |
| Matka, Syn, Bóg (với Wojciech Waglewski và Emade)                                                 | - Phát hành: 25 tháng 10 năm 2013 - Hãng đĩa: Art2 Music - Định dạng: CD, tải kĩ thuật số | —  | - POL: 15.000+ | - POL: Vàng     |
| Drony (với Emade)                                                                                 | - Phát hành: 21 tháng 10 năm 2016 - Hãng đĩa: Agora SA                                    |    |                |                 |
| "—" chỉ một bản nhạc không được phát hành hoặc không có mặt trên bảng xếp hạng của thị trường đó. |                                                                                           |    |                |                 |

### Album video
| Tựa                                                                       | Chi tiết video                                                          |
| ------------------------------------------------------------------------- | ----------------------------------------------------------------------- |
| Męska muzyka. Koncert w Fabryce Trzciny (với Wojciech Waglewski và Emade) | - Phát hành: 17 tháng 12 năm 2008 - Hãng đĩa: Agora SA - Định dạng: DVD |

### Video âm nhạc
| Năm  | Tựa                              | Đạo diễn                           | Album             | Chú thích |
| ---- | -------------------------------- | ---------------------------------- | ----------------- | --------- |
| 2000 | "Polepiony"                      | —                                  | Polepione dźwięki | [ 25 ]    |
| 2001 | "Tajemnica" (hợp tác với Novika) | Tomasz Nalewajek, Fisz             | Na wylot          | [ 26 ]    |
| 2005 | "Kryminalny bluez" (với Envee)   | Sebastian Pańczyk                  | Fru!              | [ 27 ]    |
| 2006 | "Kręcioł" (với Envee)            | Sebastian Pańczyk, Adam Wyrwas     | Fru!              | [ 28 ]    |
| 2006 | "Nie bo nie" (với Emade)         | Maciej Olbrycht                    | Piątek 13         | [ 29 ]    |
| 2009 | "Heavi metal" (với Emade)        | Wojtek Zieliński                   | Heavi metal       | [ 30 ]    |
| 2011 | "Zwierzę bez nogi" (với Emade)   | Tymon Tykwiński, Jakub Drobczyński | Zwierzę bez nogi  | [ 31 ]    |